# پاشکو بوژیچ
پاشکو بوژیچ (کرواتی: Paško Božić؛ زاده ۳۰ ژانویه ۲۰۰۲) تکواندوکار اهل کرواسی است.